# Themselves
Themselves es un dúo underground hip hop afincado en Oakland, California. Consiste en el rapero Doseone (Adam Drucker) y el productor Jel (Jeffrey James Logan). Dax Pierson, del grupo afiliado Subtle, ha tocado el teclado para el grupo. Sin embargo, no se lo considera un miembro oficial.
Hasta la fecha, Themselves ha lanzado tres álbumes y dos singles en Anticon, además de aparecer en múltiples compilaciones.

## Historia
Themselves inicialmente grabaron y lanzaron música bajo el nombre Them. En 1998, el grupo hizo su debut por primera vez en la compilación Anticon [Music for the Advancement of Hip Hop con la canción 'It's Them'. Su primer álbum homónimo 'Them fue lanzado en 1999. Le siguió el single "Joyful Toy of a 1001 Faces" en 2000 y otro sencillo "This About the City" en 2002.
En 2003, cambiaron su nombre a Themselves y lanzaron The No Music. Un álbum de remixes The No Music of AIFFS] fue lanzado en 2004.
Themselves regresaron en 2009 lanzando un mixtape The Free Houdini, como promoción de un nuevo álbum CrownsDown. The Free Houdini presenta invitados como Sole, Alias, Slug, Buck 65, Aesop Rock, Busdriver,  Serengeti, Pedestrian, Passage y Lionesque. Le sigue un mes después el tercer álbum de estudio,CrownsDow. Otro álbum de remixes CrownsDown & Company fue lanzado más tarde en 2010.

## Grupos relacionados
Themselves también forman parte de 13 & God junto con la banda alemana The Notwist. El primer álbum homónimo 13 & God fue lanzado en 2005. Fue seguido por el álbum Own Your Ghost en 2011.
Doseone y Jel también forman parte de la banda Subtle. La banda ha lanzado tres álbumes de estudio en Lex Records.

## Discografía

### Álbumes
- |Them (2000)
- The No Music (2002)
- CrownsDown (2009)

### Mixtapes
- The Free Houdini (2009)

### Remixes
- The No Music of AIFFS (2003)
- CrownsDown & Company (2010)

### Álbumes en vivo
- Live (2003)
- Live II (2005)

### Singles
- "Joyful Toy of a 1001 Faces" (1999)
- "This About the City Too" (2002)
- "P.U.S.H." (2004)

### Colaboraciones
- "It's Them" en Music for the Advancement of Hip Hop (1999)
- "Them's My Peoples" en A Piece of the Action (2001)
- "My Way Out of a Paper Bag" en Giga Single (2001)
- "Thisboutthecitytoo" on Urban Renewal Program (2002)
- "Dark Sky Demo" "Poison Pit" "It's Them" "Good People Check (Hrvatski Remix)" en Anticon Label Sampler: 1999-2004 (2004)